# Arte rupestre de Sinaloa
El estado de Sinaloa, y de manera conservadora, pueden encontrarse al menos unos 50 sitios rupestres, y que, al igual que el Arte rupestre en México, existen petrograbados en barrancas, playas, cauces de ríos, o la sierra. En la variedad de los grabados podemos encontrar al menos tres estilos diferentes, destacando la cultura alrededor de Culiacánen lo que ahora es el centro el estado, abarcando del río Mocorito al río San Lorenzo, donde Culiacán  era un centro ceremonial, administrativo y comercial de proporciones urbanas donde diversos pequeños asentamientos dispersos estaban a su alrededor. Algunos de los sitios rupestres más reconocidos mencionaremos los siguientes. Pocos estudios arqueológicos se han realizado, a pesar de las numerosas etnias que poblaron esa región, donde varias tribus del grupo étnico Cahitas,se han identificado su estancia al norte del estado entre ellos los Sinaloa, Ocoroni, Zuaque, Tehuheco y Ahomes. En el centro del estado se encontraban las etnias Acaxees, Achires, Guasaves, Tahues. Otras tribus en la región eran los Humis, Pacaxes, Sabaibo, y Tebacas. Xixime, Totorames. Escasos yacimientos rupestres se han estudiados en la región, o adoptados o custodiados por las autoridades gubernamentales, lo que ha provocado que no hayan sido relacionado los sitios con sus respectivas etnias originarias. Siete son los sitios más representativos del arte rupetre en el estado.

## Cerro de la máscara
En el norte del estado de Sinaloa, y al norte de la población de El Fuerte, en una elevación rocosa, escarpada, situada al margen derecha del río Fuerte, se encuentran unos 700 petroglifos en diversos montículos, divididos en 15 conjuntos.Se han fechado los glifos entre 850 y 3,500 años de antigüedad. El sitio se ha identificado como antiguo centro ceremonial. Se puede identificar como figura preponderante, que se asemeja a un jerarca con una máscara por lo que se le denomina “La máscara”. Otra inscripción es la de la “Diosa de la Fertilidad” y otra notable es  “El Jefe y La Flor”.
Se identifican como ceremonial, por la ausencia de instrumentos de faenas domésticas como pueden ser morteros, cerámicas y vasijas. También confirma el supuesto, pues se estima que era de un grupo social reducido el que por ahí dejó sus evidencias.

## Cerro de Ocolome
Los petroglifos de Ocolome, son otras inscripciones en la región de El Fuerte, Sinaloa, en un propiedad privada, al margen izquierdo del río Fuerte, entre las cuales se encuentras algunas figuras antropomorfas que cuenta con algunos círculos y líneas geométricas. Estos petrograbados mantienen semejanza con los de la Máscara, sin embargo aquí si se encontraron restos de metates, ollas  de cerámica del tipo Guasave Rojo, asociadas al área, y restos humanos con brazaletes tallados de almeja (Glycymeris sp). Algunos de los glifos estuvieron cubiertos de tierra unos 60 años, por sedimentos del río, y en 1991, por grandes avenidas de agua, quedaron al descubierto. La antigüedad sitúa la antigüedad de los grabados entre el año 200 y 140 d. C. y se cree que lo autores fueron miembros de las tribus Tehueco o Sinaloa. Algunos elementos geométricos en los gráficos como cuadros con inscripciones al interior, se pueden encontrar también en grabados del sur de Sinaloa y Nayarit.

## Santuario del Cerro del Tecomate
Al noroeste de Culiacán en el municipio de Navolato, se encuentra un centro ceremonial “La Piedra Pintada” en del Cerro del Tecomate, que contiene dibujos extendidos en un área  petroglífica de 10 metros de largo por 4 de altura.
El sitio está conformado por dos pequeñas estructuras de piedra a los costados de las manifestaciones gráfico-rupestres, justo en la confluencia de dos pequeños arroyos. El grabado consta de más de 90 diseños donde destaca una figura antropomorfa en posición de parto, y otras en relación con dos soles.
Una segunda piedra a 30 metros al suroeste de la primera se encuentran dos caracoles un sol y una escalera.

## Petrograbados Los Naranjos
Como parte de la cultura Culiacán o tahue, y con antigüedad entre los años 900 y 1500 d. C., al noreste del centro Urbano Culiacán se encuentra “El Cerro Pintado” o Cerro de Tlacuilole, en el sitio rupestre Los Naranjos, pasando por Ayuné saliendo por la ruta Culiacán-Presa de Sanalona, en la ribera sur del río Tamazula.
El sitio se compone principalmente por el Cerro en su parte poniente y sus 56 figuras de distintas formas y tamaños, tanto aislados como en conjuntos. Algunas formas son geométricas, humanas, animales y hojas.
Una figura compuesta y compleja ha llamado la atención. Es la figura central y la de mayor importancia. Se considera como una escena compuesta por 5 personajes humanos en diversas posiciones, de los cuales uno está aislado del conjunto de los otros 4. Estos se encuentran dentro de una franja superior, compuesta por líneas inclinadas cruzadas entre sí y, una inferior en forma de zigag. Dentro y fuera del mencionado límite, se encuentran diferentes figuras representando diversos animales. Debajo del marco inferior hay también un conjunto encerrado en algo cercano a un cuadrilátero, el cual es atravesado por diversas líneas curvas cortas; de él, sale una línea continúa hacia la izquierda.
Arriba de la franja se supone el nivel celeste, y abajo de la otra franja se supone el nivel subterráneo o inframundo, o bien pudiera ser un río. En medio de las franjas se supone el nivel terrenal o terrestre.
En la parte celeste, se ven dos estrellas en el margen derecho. Cercano a estas figuras está algo que suponen un insecto volador.

## Cerro de los Chivos
Al sur de Culiacán se encuentra el poblado de San Francisco de Tachuichamona. Al oriente del poblado, se encuentra una elevación rocosa llamada el Cerro de los Chivos, conformada de rocas relativamente blandas, erosionables. En la parte superior de la elevación, se encuentra una superficie de aproximadamente 60 metros de diámetro, donde hay un grupo de unos 80 grabados rupestres de distintos tamaños y características, donde abundan las figuras geométricas regulares como círculos concéntricos, espirales, rectángulos con líneas interiores ondulantes.
En la parte baja del cerro se forma un pequeño valle con dos arroyos temporales con su vegetación.
Otro sitio con grabados localizado pero al lado contrario, al oeste del mismo poblado se denomina ”el arroyo” en las márgenes del río, hay diversos glifos donde destaca un petroglifo que se encuentra en una roca alta de un poco más de tres metros de altura.
El petroglifo se extiende en la superficie de la roca: son varios círculos concéntricos rodeados de figuras ondulantes (espirales). El resto de petroglifos son pequeños y sin forma definida.

## Las Labradas
Las Labradas se encuentran en el centro del estado, al sur de las Barras de Pixtla entre Culiacán y Mazatlán, cerca de la Chicayota, justo en la playa se encuentra el museo de sitio “Las Labradas” en el cual se pueden identificar unos 640 petrograbados rupestres de diversos diseños y tamaños que fueron plasmados con la técnica de percusión y pulimento: a través de incisiones realizadas con percutores, siguiendo un diseño dibujado en la piedra y modelado a través de diversos pulimentos, se obtuvo la representación de los diseños en bajo relieve, los datan desde hace 1,500 años,
Los labradores lograron acanalar la superficie de la roca de tal forma que los bajorrelieves obtuvieran un contraste con la iluminación que recibían y su apreciación fuera lo más nítida posible. 
Los grabados rupestres de Las labradas guardan cierta correspondencia con otros sitios de petroglifos de Sinaloa, que forman parte de la tradición de arte rupestre de la región, y cuyo desarrollo situamos en el noroccidente de México. Ahí encontramos figuras relacionados con rostros, personas, animales, símbolos, manos, sin embargo los expertos continúan tratando de decodificar y aprender sobre la civilización del noroccidente de México y su historia.

## Petroglifos en la Noria
Varios sitios con petrograbados, cuentan la historia de la Noria como son La Pintada en los Jinetes, los cajetes del diablo en Juantillos, petroglifos del sol en Tecoyonqui, la subida del caracol en la Noria, de los cuales suponen que los autores fueron miembros de la tribu xixime.
A 15 kilómetros de La Noria, se encuentra la piedra principal “La ciudadela” que llama la atención en el arroyo Jagüey, en las cercanías a la Noria, en Mazatlán. En ella se puede observar un conjunto de 9 grabados bien definidos: 5 cartuchos, 3 soles y una figura zoomorfa, con varias rayas verticales. Los cinco cartuchos presentan en su interior un diseño similar, al que podemos interpretar como aspas o cruces de San Andrés. Además, en la parte superior del bloque, hay dos pequeños pozuelos de forma ovalada.  
Los Petrograbados La Pintada, en Jinetes, rumbo de La Noria, a la orilla del río Quelite, en San Ignacio Sinaloa, se pudieron distinguir 4 conjuntos de grabados rupestres, en los cuales cada uno consta de diversas figuras.
El museo comunitario La noria, busca rescatar parte del legado cultural de la zona con unas 100 piezas arqueológicas, entre las que cuentan vasijas, malacates, hachas, instrumentos agrícolas.